# Hylesia coex
Hylesia coex är en fjärilsart som beskrevs av Dyar 1913. Hylesia coex ingår i släktet Hylesia och familjen påfågelsspinnare. Inga underarter finns listade i Catalogue of Life.